# BB Brunes
BB Brunes — французская поп-рок группа, относящая своё искусство к жанру Новая Французская Сцена (nouvelle scène française). Группа была основана в 2000 году, но первые записи появились лишь в 2006 году. Название группы относится к альбому Сержа Генсбура 1968 года Initials BB.

## История группы
Участники группы родом из Парижа, где в 2000 году Адриэн Галло, Карим Ревьелле и Рафаэль Дэлорм, друзья детства, создали англоязычную группу «Hangover». Главным вдохновителем «Hangover» и «BB Brunes» был и остается Адриэн Галло. Луи Рэго, — друг семьи Галло, страстный поклонник Джими Хендрикса, — формировал вкус Адриэна. Именно он научил Адриэна играть на гитаре. Состав группы от её основания претерпел изменения. За несколько лет, как раз перед подписанием первого контракта с лейблом, «Hangover» покинул Рафаэль Дэлорм. На его место пришёл Феликс Хеммен. Впоследствии две песни из репертуара «Hangover» будут выполнены «BB Brunes»: Summers Days и Wolfman.
Как BB Brunes, группа дебютировала в 2005 году в Париже. За год записали первый сингл Le Gang. В 2007 году появляется первый альбом Blonde comme moi и два новых сингла. В группу присоединяется басист Беральд Крамб.
В 2009 году BB Brunes были отмечены как Прорыв года на конкурсе Victoires de la musique. В 2009 году их трек Cavalier Noir стал саундтреком к саге Twilight 2: Tentation (во французской локализации).
Название группы, BB Brunes, состоит из двух частей. Первая взята от песни «Initials BB» Сержа Генсбура (Serge Gainsbourg), другая — от названия бульвара Брюн (Boulevard Brune), где группа проводит свои репетиции. Музыку и тексты пишет Адриэн Галло. В звучании BB Brunes ощутимые влияния панков и рок-групп 1960-х и 1970-х годов, а также The Strokes, Amy Winehouse, The Clash, David Bowie, Ray Charles и певцов как Serge Gainsbourg, Jacques Dutronc.

## Состав
- Вокал и гитара: Adrien Gallo
- Гитара: Félix Hemmen
- Барабаны: Karim Réveillé
- Бас: Bérald Crambes

## Дискография
Альбомы
- 2007 — Blonde comme moi
- 2009 — Nico Teen Love
- 2012 — Long Courrier
- 2013 — Long Courrier (Deluxe)
- 2019 — Visage

Синглы
- 2006 — Le Gang (album Blonde comme moi)
- 2007 — Houna (album Blonde comme moi)
- 2007 — Dis-moi (album Blonde comme moi)
- 2008 — Mr. Hyde (album Blonde comme moi)
- 2009 — Dynamite (album Nico teen love)
- 2009 — Lalalove you (album Nico teen love)
- 2010 — Nico Teen Love (album Nico Teen Love)
- 2010 — Britty Boy (album Nico Teen Love)
- 2012 — Coups et blessures (album Long Courrier)
- 2012 — Stéréo (album Long Courrier)
- 2013 — Aficionado (album Long Courrier)
- 2013 — Bye Bye (album Long Courrier)

## Клипы
- «Le Gang» (2006)
- «Dis-moi» (2007)
- «Lalalove You» (2009)
- «Nico Teen Love» (2010)
- «Britty Boy» (2010)
- «Cul & Chemise»
- «Coups et blessures» (2012)
- «Stéréo» (2012)
- «Aficionado» (2013)